# Lupinus albicaulis
Espèce
Lupinus albicaulis est une espèce de plantes à fleurs de la famille des Fabaceae et originaire de l'Ouest des États-Unis.

## Description
C'est une plante herbacée vivace velue et dressée, dépassant souvent 1 m de hauteur. Chaque feuille palmée est composée de cinq à dix folioles mesurant chacune jusqu'à 7 cm de long. L'inflorescence mesure jusqu'à 44 cm de long et porte des verticilles de fleurs chacun de 1 à 1,6 cm de long. La fleur est de couleur violette à jaunâtre ou blanchâtre et possède une carène en forme de faucille. Le fruit est une gousse soyeuse et velue de légumineuse mesurant jusqu'à 5 cm de long et contenant plusieurs graines.

## Répartition et habitat
Lupinus albicaulis est présent de l’État de Washington à celui de la Californie, où il pousse principalement en montagne. 

## Lupinus albicauliset l'Homme
En Oregon, où la plante est indigène, elle est cultivée pour plusieurs usages, notamment le reboisement et la revégétalisation des bords de route et autres habitats perturbés.

## Liste des variétés
Selon GBIF (20 juin 2025) :
- Lupinus albicaulis var. albicaulis
- Lupinus albicaulis var. shastensis (A.Heller) C.P.Sm.

## Dénomination
Lupinus albicaulis porte le nom commun anglais de sicklekeel lupine (littéralement « lupin faucille »).

## Systématique
Le nom correct complet (avec auteur) de ce taxon est Lupinus albicaulis Douglas.
Lupinus albicaulis a pour synonyme :
- Lupinus albicaulis Douglas ex Hook.

### Étymologie
Le nom de genre Lupinus vient du latin lupus, « loup » car les graines sont amères. 
Son épithète spécifique dérive du latin albus, « blanc », et caulis, « tige ».